# Morioka
Morioka (jap. 盛岡市 Morioka-shi) – miasto w Japonii, ośrodek administracyjny prefektury Iwate, w północnej części wyspy Honsiu (Honshū), nad rzeką Kitakami. 
W mieście jest stacja kolejowa Morioka.

## Opis
Morioka leży w środkowej części prefektury. Otoczona jest z trzech stron górami i obdarzona licznymi rzekami. Ma powierzchnię 886,47 km². W 2020 r. mieszkało w nim 289 731 osób, w 130 755 gospodarstwach domowych  (w 2010 r. 298 348 osób, w 124 839 gospodarstwach domowych) . 
Jedną z atrakcji turystycznych miasta jest park założony na ruinach zamku Morioka. Został on zburzony w 1874 roku (pozostała tylko część murów), ale w 1906 roku teren został uporządkowany i przemianowany na Iwate Park. Jest to popularny obszar rekreacyjny dla mieszkańców i popularne miejsce oglądania kwitnienia wiśni (sakura).
W 1993 roku w położonym niedaleko miasta ośrodku narciarskim Shizukuishi odbyły się 32. Mistrzostwa Świata w Narciarstwie Alpejskim.
W mieście rozwinął się przemysł włókienniczy, maszynowy, spożtwczy, drzewny oraz elektrotechniczny. W mieście działa uniwersytet medyczny.

## Świątynia buddyjska Hoōn-ji
Świątynia ma długą historię. Uważa się, że została zbudowana w 1394 roku. W pawilonie Rakan-dō znajduje się 500 (w znaczeniu dużo) drewnianych posążków buddyjskich uczniów (rakan), którzy zebrali się tutaj po śmierci Buddy. Figurki są przedstawione realistycznie: niektórzy drzemią, inni robią pogaduszki, jeszcze inni mają puste miny, ale wszyscy pełni humoru.
Posążki rzekomo zostały wykonane przez dziewięciu buddyjskich rzeźbiarzy z Kioto w ciągu czterech lat od 1731 roku. Stroje figurek kojarzą mnichów z Indiami, Zachodem i Chinami.

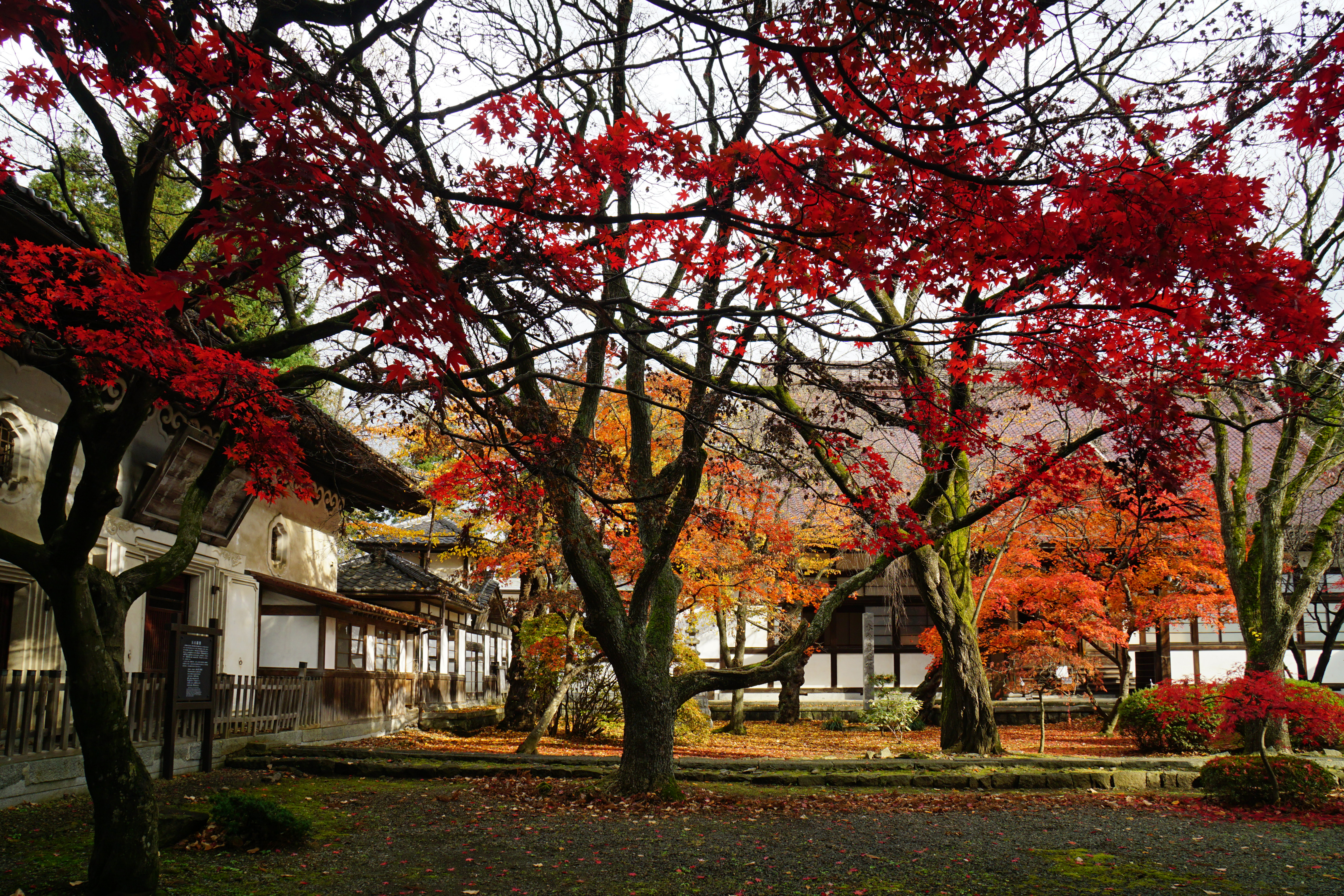
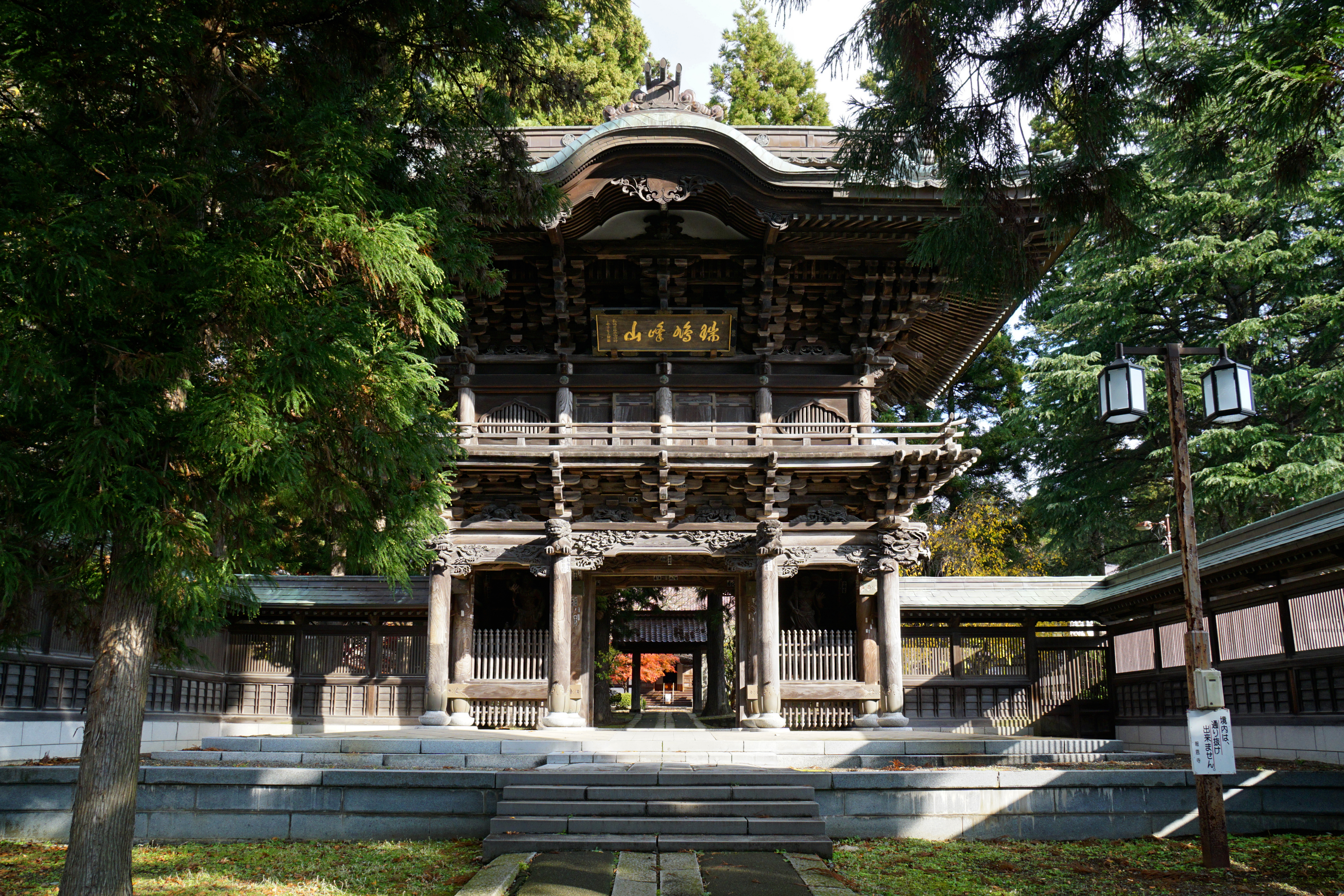
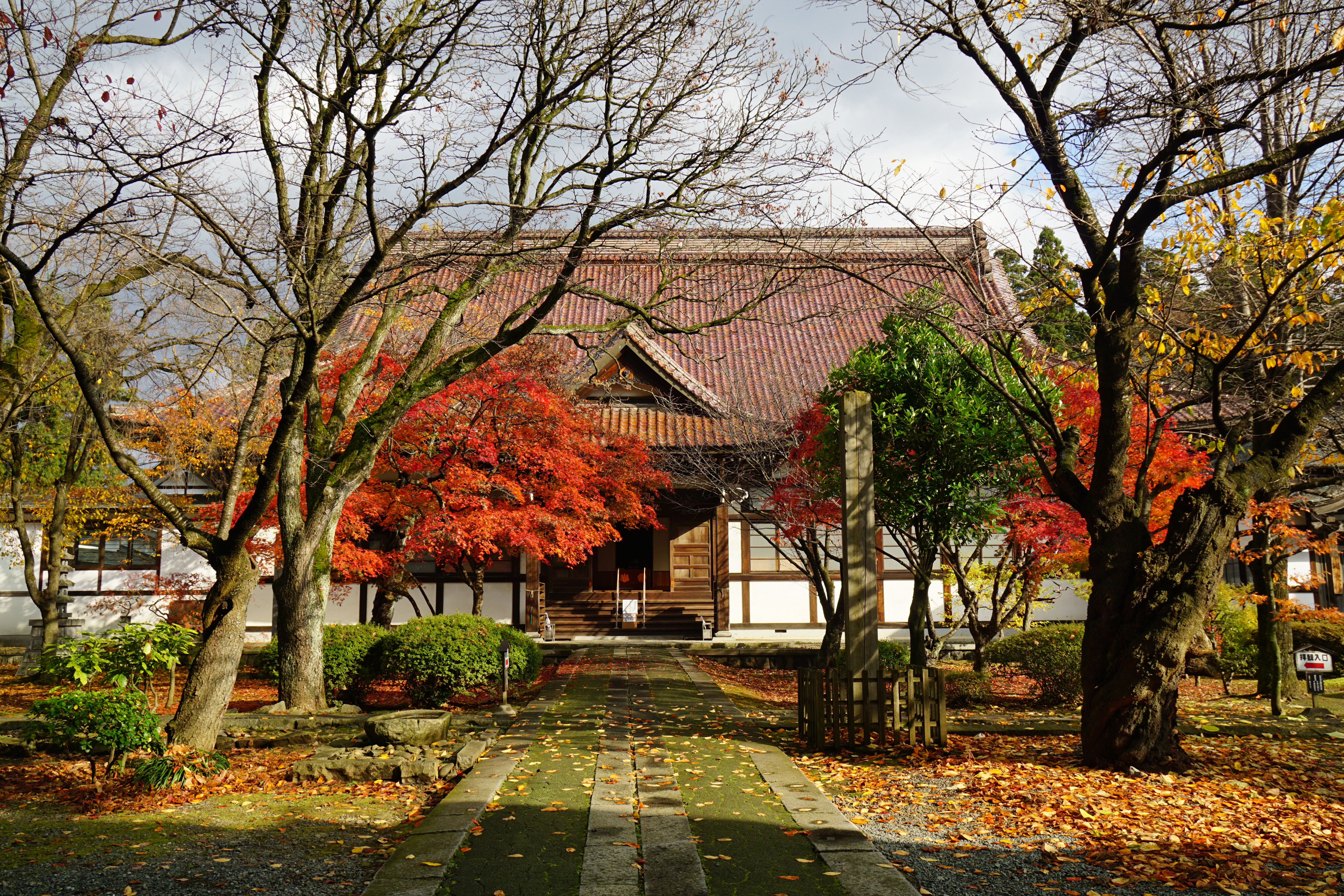
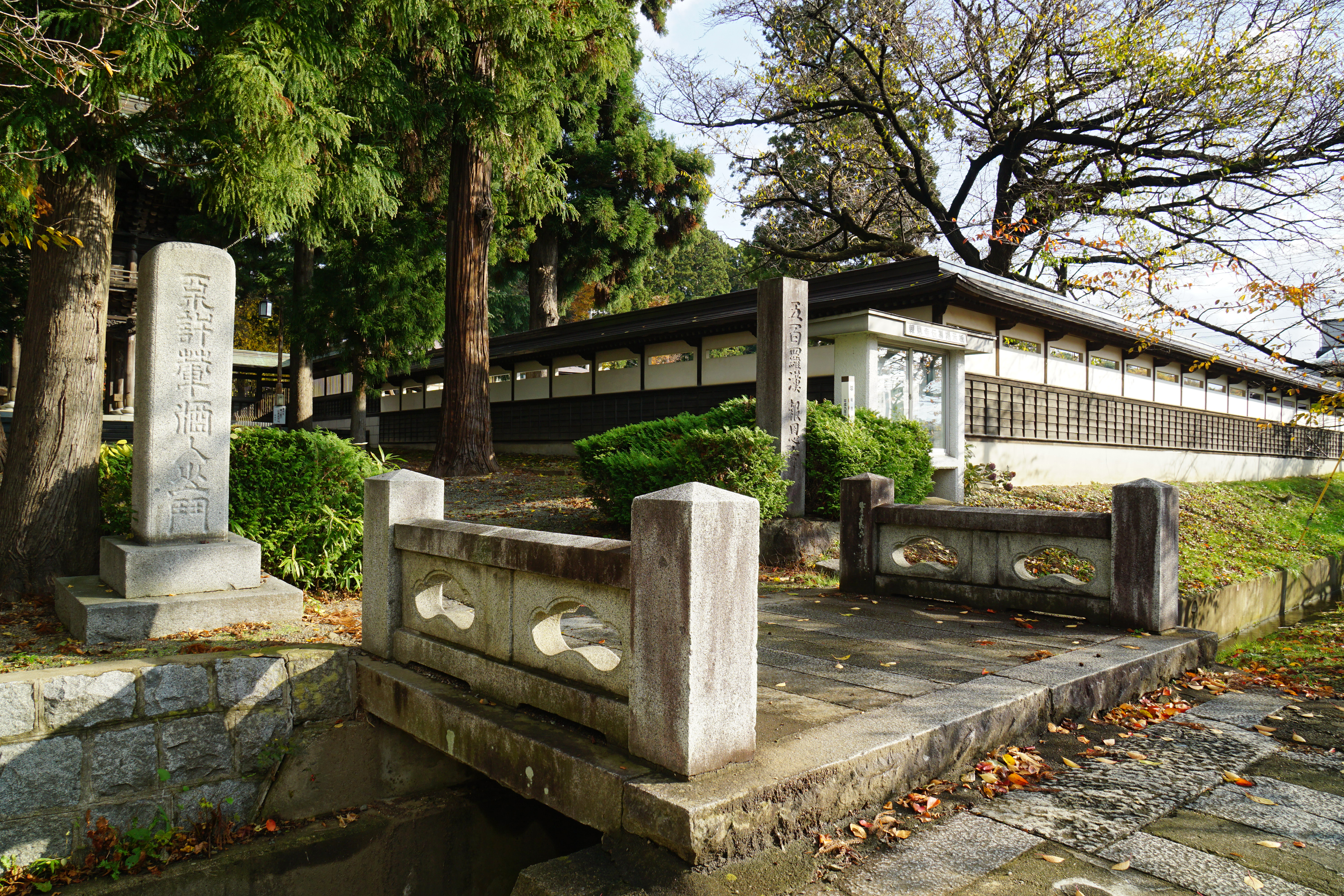

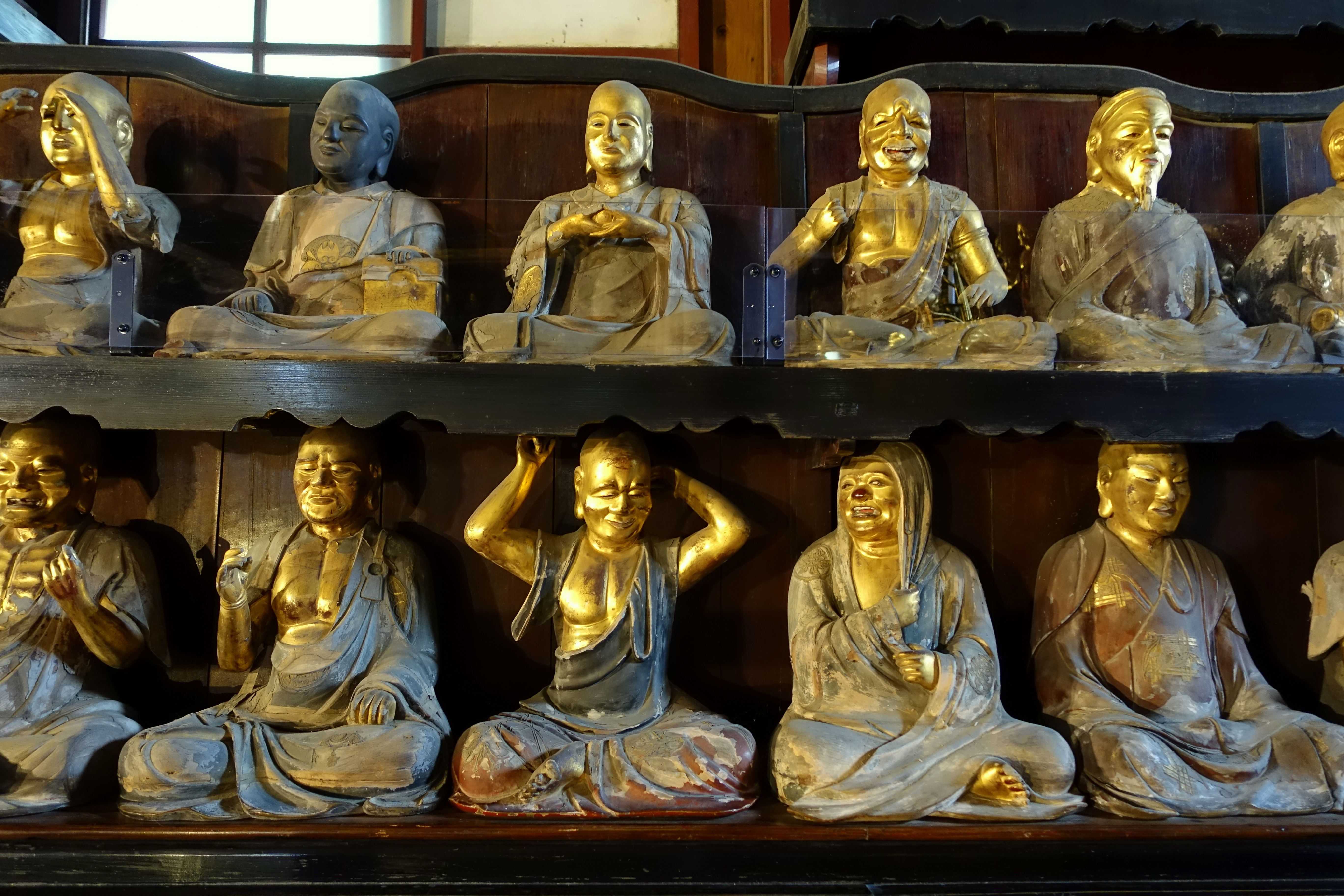
500 rakan
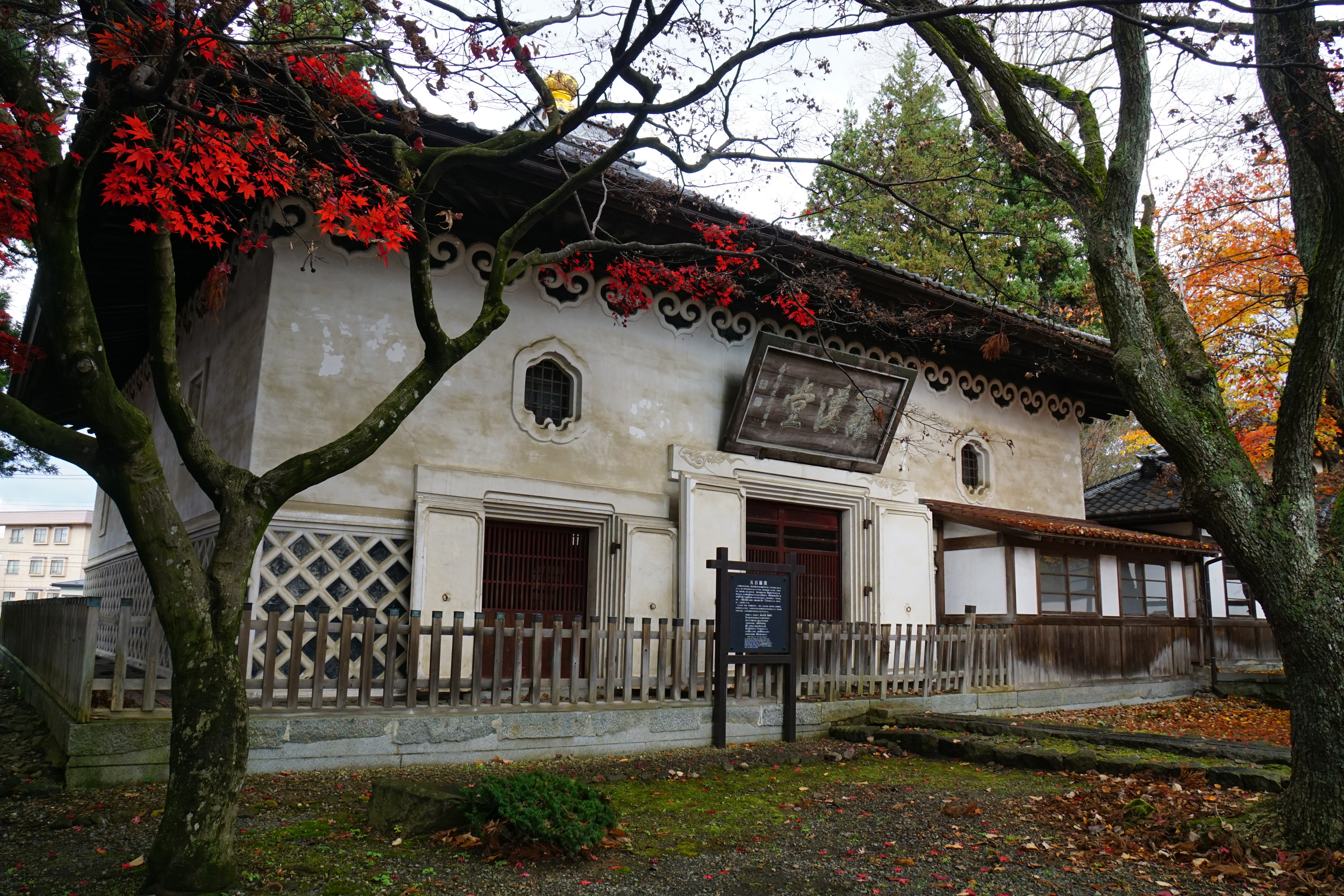
Rakan-dō
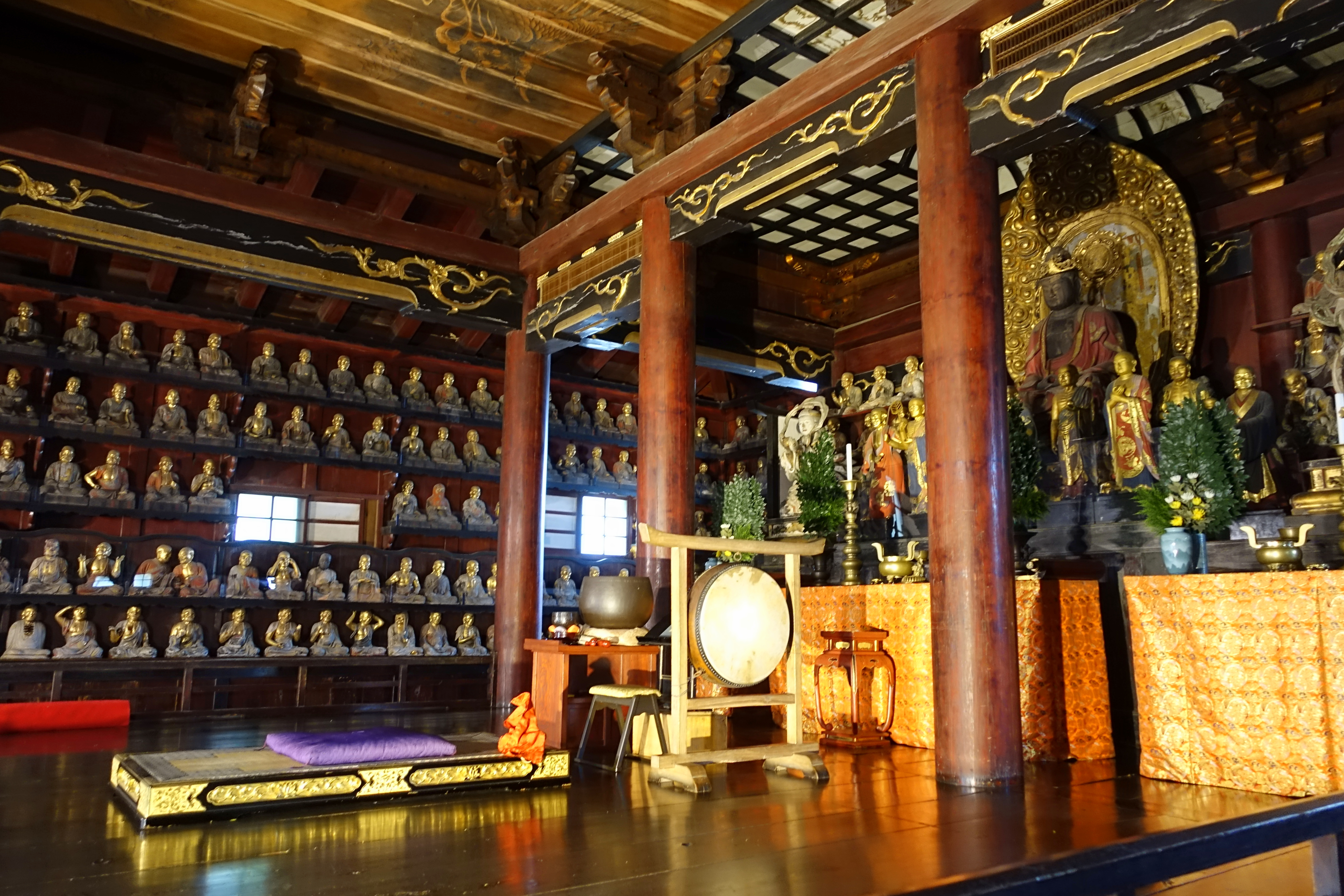
Wnętrze Rakan-dō